# 그린 페이스
그린 페이스(예명:정단, 본명:김병건, 1971년 2월 23일 ~ )는 대한민국의 가수이다.

## 학력
- 홍익대학교 미술과

## 경력
- 1996년 MBC 배철수의 음악 캠프 MBC Rock 음악제 '쉽게’라는 곡으로 대상 수상
- 1997년 MBC rock 음악제 기념 음반 참여
- 록밴드 HUSH 1집 발표
- 오태호 기획 음반 '어머니와 나' 객원 싱어
- 라틴재즈밴드 'COBANA'싱어로 활동
- COBANA 라이브 1-2집 참여
- 이한진 1집 객원 싱어 참여
- 2002-2004 CMF(christian musician festival) 라이브 음반, 객원 싱어
- 2003년 부활 7대 보컬 (부활9집)
- 부활 9집 타이틀곡 아름다운 사실로 활동
- 부활 중국어 버전 싱글 앨범 북경 발매
- 영화 내머리속의 지우개(정우성 손예진 주연) OST 참여 (곡목: 내일은 비)
- 2005년 차태현, 김정은 주연 일본 수출용 드라마 해바라기 OST 참여 주제가 및 김정은 테마곡
- 백제예전. 한서대. 재즈아카데미 출강
- 현 한국예전 전임교수

## 음반

### 정규앨범
| 앨범명              | 타이틀 곡        | 발매일          | 레이블                     |
| 1집 Kiss The Nature | 너무 늦게 말했지 | 2007년 7월 2일  | Mirrorball Music           |
| 1.5집 외도          |                  | 2009년 2월 12일 | 엠넷미디어                 |
| 2집 Transformation  |                  | 2011년 4월 28일 | 부활 엔터테인먼트, KT 뮤직 |

### 싱글앨범
| 앨범명    | 발매일         | 레이블           |
| 좋은 세상 | 2009년 3월 6일 | Mirrorball Music |

### HUSH 정규앨범
| 앨범명                   | 타이틀 곡 | 발매일 | 레이블 |
| Hush 1집 - First Edition |           |        | 도레미 |

### 부활 정규앨범
| 앨범명           | 타이틀 곡       | 발매일           | 레이블       |
| Over The Rainbow | "아름다운 사실" | 2003년 12월 19일 | 씨제이이앤엠 |

### 부활 비정규앨범
| 앨범명                       | 타이틀곡                                        | 발매일         | 레이블 |
| 부활 Collaboration Project 2 | "누구나 사랑을 한다 (With. 정단 박완규 이성욱)" | 2011년 4월 7일 | KT뮤직 |

## 수상
- 1996 제2회 MBC Rock 음악제 - 대상수상 (곡목:'쉽게[깨진 링크(과거 내용 찾기)]')